# Finale della Coppa delle Coppe 1963-1964
La finale della 4ª edizione della Coppa delle Coppe UEFA fu ricordata per essere stata la seconda a terminare in parità e fu necessaria la ripetizione per assegnare il trofeo al vincitore. La prima gara si disputò il 13 maggio 1964 all'Heysel di Bruxelles tra Sporting Lisbona e MTK Budapest. All'incontro hanno assistito circa 3 000 spettatori. La partita, arbitrata dal belga Lucien van Nuffel, finì 3-3 dopo i supplementari e fu necessario il replay della gara, poiché all'epoca non erano previsti i tiri di rigore per la finale.
La seconda gara si disputò dopo due giorni, il 15 maggio, al Bosuilstadion di Anversa e la partita fu arbitrata dal belga Gérard Versyp. All'incontro assistettero circa 14 000 spettatori e il match terminò 1-0 per i portoghesi.

## Il cammino verso la finale
Lo Sporting Lisbona esordì contro gli italiani dell'Atalanta perdendo 2-0 a Bergamo e vincendo 3-1 a Lisbona. Non essendo ancora stata introdotta la regola dei gol fuori casa fu necessario uno spareggio che condannò gli Orobici, i quali persero 3-1 dopo i tempi supplementari. Agli ottavi di finale i ciprioti dell'APOEL furono battuti in casa con un umiliante 16-1, che rese la trasferta a Nicosia una mera formalità e la partita finì 2-0. Ai quarti i Leões affrontarono gli inglesi del Manchester Utd, perdendo all'andata per 4-1 e vincendo al ritorno con un sonoro 5-0 che ribaltò la disfatta dell'Old Trafford. In semifinale i francesi dell'Olympique Lione furono sconfitti in gara 3 per 1-0, dopo che i due match di andata e ritorno si conclusero in parità.
L'MTK Budapest di Béla Volentik iniziò il cammino europeo contro i bulgari dello Slavia Sofia, battendoli con un risultato complessivo di 2-1. Agli ottavi contro i tedeschi orientali del Motor Zwickau fu necessaria una prova di forza in Ungheria per ribaltare l'1-0 subito nella DDR e la partita terminò 2-0. Ai quarti di finale i turchi del Fenerbahçe, furono sconfitti in gara 3 per 1-0, dopo che all'andata la squadra di Budapest vinse in casa 2-0 e perse in trasferta 3-1. In semifinale gli scozzesi del Celtic vinsero a Glasgow 3-0 ipotecando il passaggio in finale, ma nel retour match i sorprendenti ungheresi vinsero 4-0 staccando il pass per la finale di Bruxelles.

## Le partite
A Bruxelles si incontrano lo Sporting, che giunge in finale nonostante due spareggi giocati, e l'MTK, prima squadra ungherese ad aver raggiunto una finale europea. Il match è ricco di emozioni con gli ungheresi che si portano in vantaggio intorno al 20' e i biancoverdi che chiudono la prima frazione sul 2-1. La squadra di Budapest riesce a ribaltare il risultato e a dieci minuti dal termine conduce per 3-2, ma il gol di Ernesto Figueiredo spegne i sogni dei biancazzurri e porta il match ai supplementari. Finisce 3-3 ed è necessario lo spareggio.
Due giorni dopo ad Anversa scendono in campo quasi gli stessi 22 ad eccezione di José Pérides, ma il vero protagonista della serata è João Morais che realizza il gol della vittoria direttamente da calcio d'angolo, divenuto celebre come o cantinho de Morais. Lo Sporting vince così il suo primo e unico titolo europeo, ma è altresì l'unica squadra lusitana ad aver trionfato in Coppa delle Coppe.

## Tabellini

### Finale
| Arbitro: | Lucien van Nuffel |

|                                     |           |                          |
| Mascarenhas 40’ Figueiredo 45’, 80’ | Marcatori | 19’, 75’ Sándor 73’ Kuti |

| Sporting CP | MTK Budapest |

| P                 | 1  | Joaquim Carvalho   |
| D                 | 2  | Pedro Gomes        |
| D                 | 5  | Alexandre Baptista |
| D                 | 4  | José Carlos        |
| D                 | 3  | João Morais        |
| C                 | 6  | Fernando Mendes    |
| C                 | 7  | Geo Carvalho       |
| C                 | 8  | Mascarenhas        |
| C                 | 11 | Osvaldo Da Silva   |
| A                 | 10 | Ernesto Figueiredo |
| A                 | 9  | Bé Bocareli        |
| Allenatore:       |    |                    |
| Anselmo Fernández |    |                    |

| P             | 1  | Ferenc Kovalik |
| D             | 2  | György Keszei  |
| D             | 4  | József Danszky |
| D             | 5  | István Jenei   |
| D             | 3  | István Nagy    |
| C             | 6  | Ferenc Kovács  |
| C             | 7  | Károly Sándor  |
| C             | 8  | Mihály Vasas   |
| C             | 11 | László Bödör   |
| A             | 9  | István Kuti    |
| A             | 10 | István Halápi  |
| Allenatore:   |    |                |
| Béla Volentik |    |                |

### Finale (ripetizione)
| Arbitro: | Gérard Versyp |

|            |           |  |
| Morais 20’ | Marcatori |  |

| Sporting CP | MTK Budapest |

| P                 | 1  | Joaquim Carvalho   |
| D                 | 2  | Pedro Gomes        |
| D                 | 5  | Alexandre Baptista |
| D                 | 4  | José Carlos        |
| D                 | 3  | João Morais        |
| C                 | 6  | Fernando Mendes    |
| C                 | 7  | Geo Carvalho       |
| C                 | 8  | Mascarenhas        |
| C                 | 11 | Osvaldo Da Silva   |
| A                 | 10 | Ernesto Figueiredo |
| A                 | 9  | José Pérides       |
| Allenatore:       |    |                    |
| Anselmo Fernández |    |                    |

| P             | 1  | Ferenc Kovalik |
| D             | 2  | György Keszei  |
| D             | 4  | József Danszky |
| D             | 5  | István Jenei   |
| D             | 3  | István Nagy    |
| C             | 6  | Ferenc Kovács  |
| C             | 7  | Károly Sándor  |
| C             | 8  | Mihály Vasas   |
| C             | 11 | László Bödör   |
| A             | 9  | István Kuti    |
| A             | 10 | István Halápi  |
| Allenatore:   |    |                |
| Béla Volentik |    |                |